# The Unwinding Hours
The Unwinding Hours es un grupo de indie rock y rock alternativo de Glasgow, Escocia, formado por Craig B. (voz y guitarra) e Iain Cook (bajo, teclados y programación), ambos antiguos integrantes de la banda Aereogramme.

## Discografía
- The Unwinding Hours (2010)
- Afterlives (2012)[2]